# Ben More Assynt
Ben More Assynt (en gaèlic escocès Beinn Mhòr Asaint pronunciat [peiɲ voːɾ ˈas̪əɲtʲ]) és una muntanya a Assynt en l'extrem nord-oest d'Escòcia (Regne Unit), a 30 quilòmetres d'Ullapool. El nom vol dir "la gran muntanya d'Assynt", i amb una altura de 998 metres és el punt més alt del comtat de Sutherland.
La muntanya queda a l'est d'Assynt, apartada de les muntanyes més conegudes de la zona, més dramàtiques, encara que de menor altura, com Suilven. S'amaga del viatger per la carretera A837 per l'adjacent munro de Conival, i les millors vistes d'ell s'obtenen des dels cims propers. Els vessants més alts de la muntanya estan cobertes de sortints de quarsita de color clar, la qual cosa li donen una aparença molt distintiva.
Més de 90 km² de terra al voltant del Ben More Assynt han estat declarats un Site of Special Scientific Interest' (SSSI) a causa del seu interès geològic i rares espècies vegetals.

## Geologia
L'àrea del Ben More Assynt es troba dins del Moine Thrust Belt i és una localitat clàssica en la història del desenvolupament de les teories sobre tectònica. Les muntanyes de Ben More Assynt i Conival estan formades per gneis amb una coberta d'arenisca torridoniana i quarsita cambriana. Els Gneis Lewisians estan exposats al sud i sud-est del cim del Ben More Assynt i formen la cresta fins al sud, per la qual cosa és l'exemple més alt d'aquest tipus de roca. El pic en si consta de quarsita cambriana, que també forma la cresta fins Conival i la terra al nord i nord-est del cim. Els sediments Torridonians només estan al voltant de Conival.

## Ascens
Un ascens del Ben More Assynt normalment es combina amb la veïna Munro de Conival. Des d'Inchnadamph la ruta d'ascens segueix el riu Traligill a la seva font en el coll entre el Conival i Beinn un Fhurain a una alçada de 750 metres. Llavors segueix una pujada més dura per una zona de quarsita destrossada per assolir el punt més alt del Conival. El cim del Ben More Assynt es troba a 1,5 quilòmetres a l'est i és una caminada exigent sobre pedres de quarsita i pedregar, tot i que només hi ha poc més de 100 metres de repujada. El cim està marcada per un embalum destrossat de quarsita.
El fort Arête és bastant difícil de negociar en alguns llocs; d'acord amb Ralph Storer, que "ha estat afalagador en comparació amb el Aonach Eagach, amb diversos moviments inesperadament difícils en tot de lloses exposades que requereixen atenció (sobretot quan està mullat)".